# Роудс, Джейсон

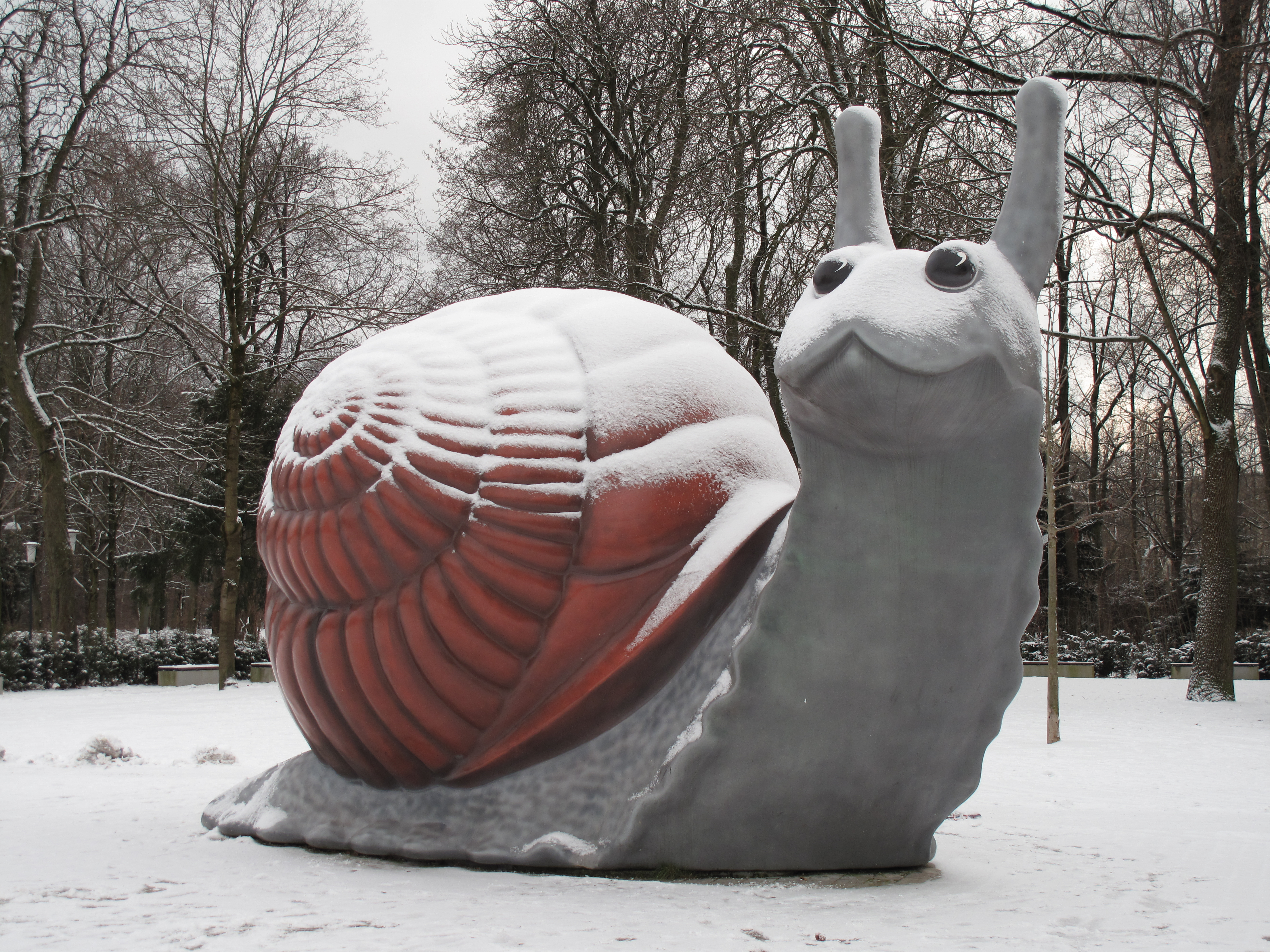
Сладкая коричневая улитка Джейсона Роудса и Пола Маккарти в Баварийском парке и парке Немецкого музея в Мюнхене.

Джейсон Роудс (англ. Jason Rhoades; 9 июля 1965 — 1 августа 2006) — американский художник, работавший в жанре инсталляции  . Получил наибольшую известность в Европе, где он регулярно выставлялся в течение последних двенадцати лет своей жизни. Его работы хранятся в коллекции семьи Рубелл в Майами. Некоторые критики восхваляли его как одного из самых значительных художников своего поколения.  

## Биография
В 1985 году Роудс учился в Калифорнийском колледже искусств в Окленде, после чего в 1986 году поступил в институте искусств Сан-Франциско, где в 1988 году получил степень бакалавра. Также проходил обучение в Школе живописи и скульптуры Скоухегана. В 1993 году получил степень магистра изящных искусств в Калифорнийском университете.
Во время обучения в Сан-Франциско он также основал арт-движение под названием Funk o 'Metric, также известное как FOM или FOAM. Членами этой группы были Питер Уоррен, Билл Беккио, Лори Стилинк, Себастьян Клаф и Маршал Вебер и другие
После окончания учебы в 1993 году начал сотрудничать с арт-дилером Дэвидом Цвирнером, и провел свое первую нью-йоркскую персональную выставку. В течение последних двенадцати лет своей жизни Роудс регулярно выставлялся, но был более известен в Европе, чем в США.  До своей безвременной кончины в возрасте 41 года Роудс постоянно совершал «нападения» на эстетические условности и правила, управляющие миром искусства. Полагая, что творческий процесс требует абсолютной свободы, его работы иногда были политически некорректны, неприятны или чересчур возвышенны. 
Роудс участвовал в двух биеннале Уитни в 1995 и 1997 годах, а также в двух Венецианских биеннале  в 1997 и 1999 годах. Его первая европейская персональная выставка состоялась в Кунстхалле в Базеле в 1996 году. Роудс сотрудничал с Маккарти на выставке в галерее Давид Цвингер в 1999 году, одном из нескольких проектов, над которыми художники работали вместе. 
1 августа 2006 года Роудса госпитализировали из его дома в медицинский центр Седарс-Синай, где он скончался. Причиной смерти стала сердечная недостаточность, вызванная случайным наркотическим опьянением и сердечными заболеваниями.

## Семья
Рэйчел Хедури — жена, австралийская художница.
- Руби — дочь.[9]